# Siffernotskrift

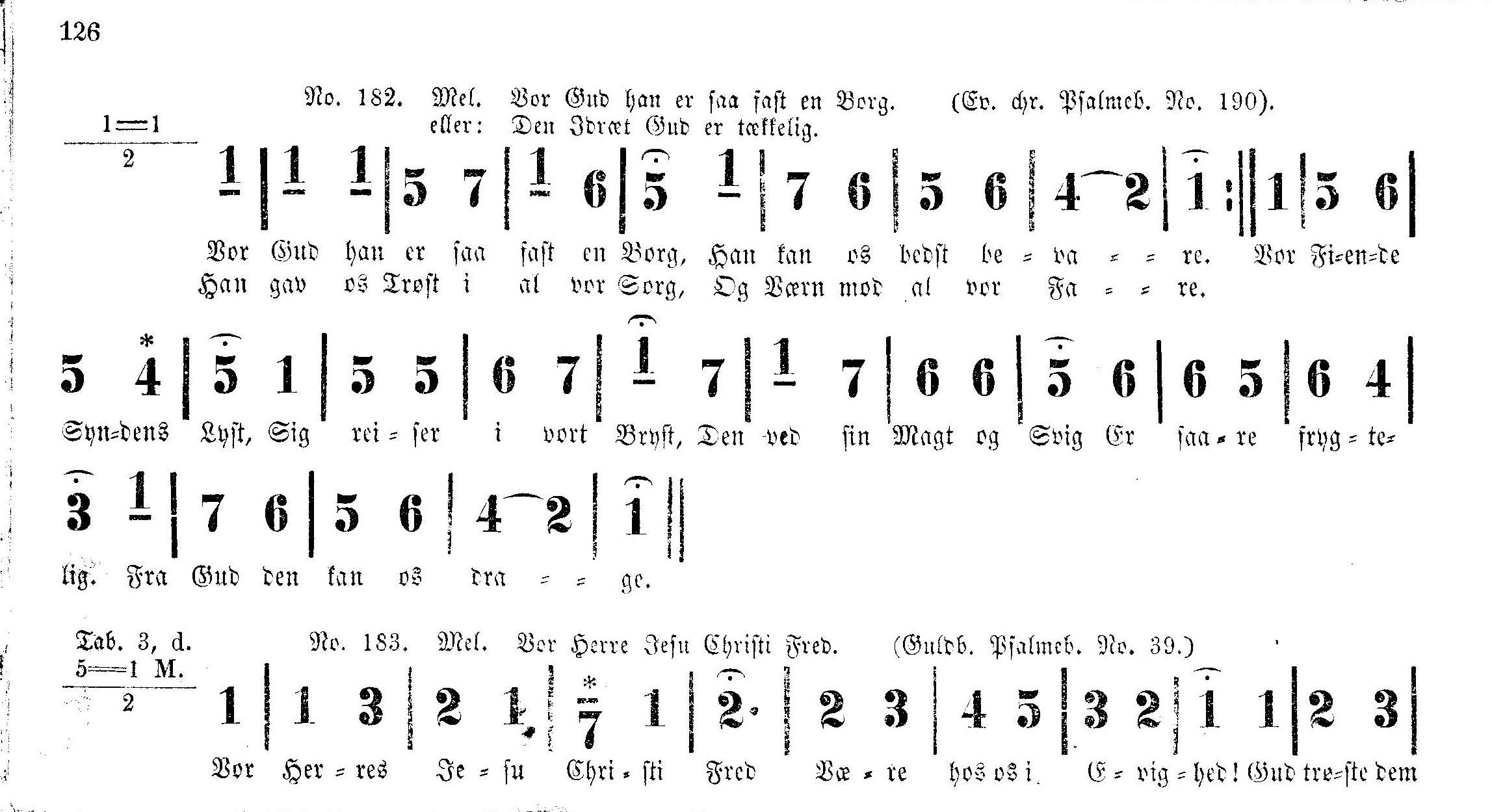
Notation för psalmodikonen från Ludvig Mathias Lindemans Coral-Melodier för Psalmodikon i siffernotskrift för låten «Vår Gud är oss en väldig borg»

Siffernotskrift, sifferskrift eller siffernotation är en form av numrerad notskrift där siffror anges som motsvarar noter på givna instrument. Systemet utarbetades och användes av den svenske prästen, psalmisten och musikpedagogen Johan Dillner (1785–1862) i den psalmbok han skrev 1830 för psalmodikonen, ett ensträngat stråkinstrument.

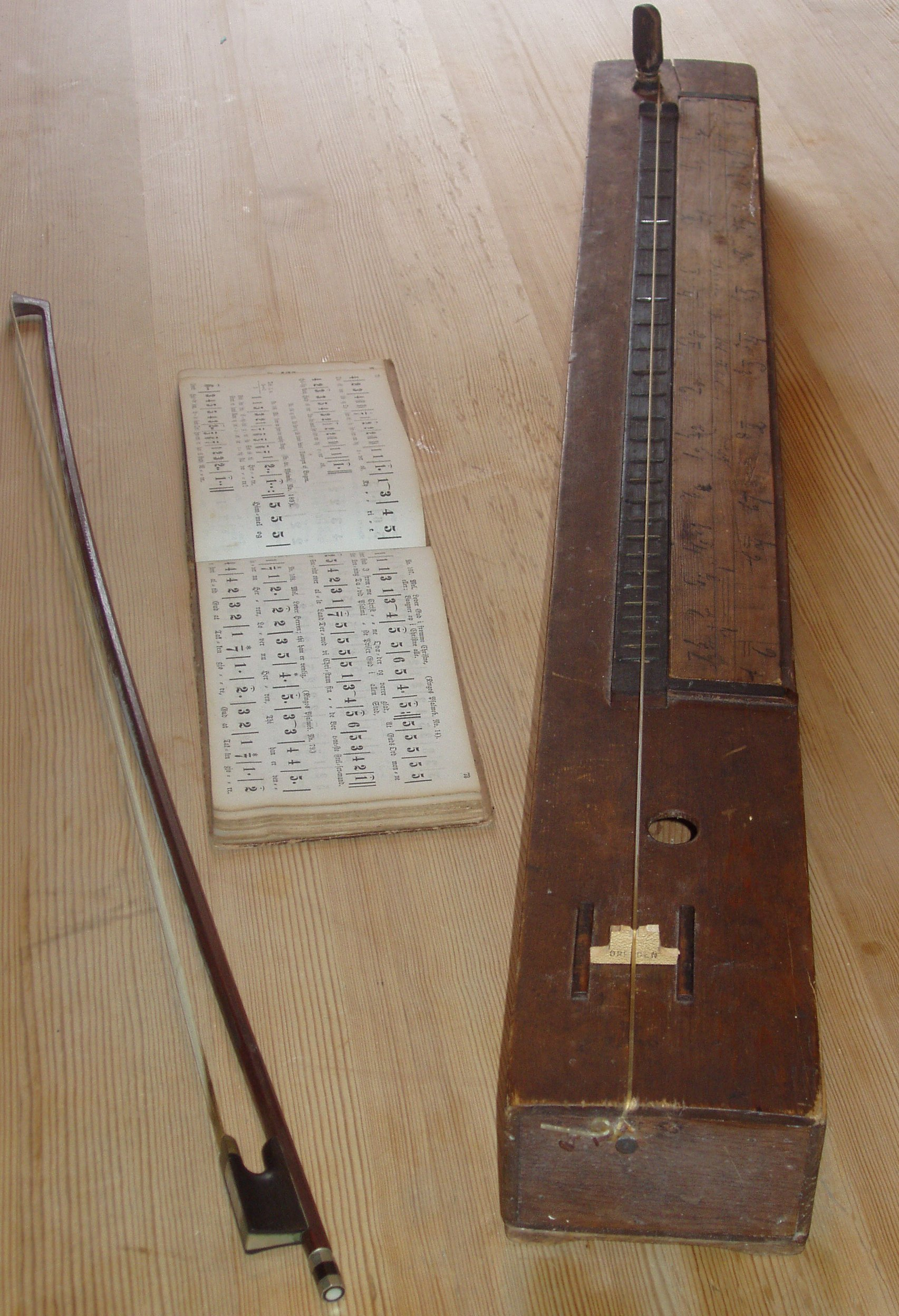
Psalmodikon med siffernotskriftsbok och stråke.

Till skillnad från Galin-Paris-Chevé-systemet med numrerad notation, beskrivs oktavskiften med en kombination av under/överstrykning och en förskjutning av siffrors position. Den första frasen i Vår Gud är oss en väldig borg skulle bli följande i den asiatiska GPC-notationen:
```
•1 | •1 •1 | 5 7 | •1 6 ...
```